# Heteranthera dubia
Heteranthera dubia även gul bändelört är en vattenhyacintväxtart som först beskrevs av Nikolaus Joseph von Jacquin, och fick sitt nu gällande namn av Macmill. Heteranthera dubia ingår i släktet Heteranthera och familjen vattenhyacintväxter. Inga underarter finns listade.

## Bildgalleri

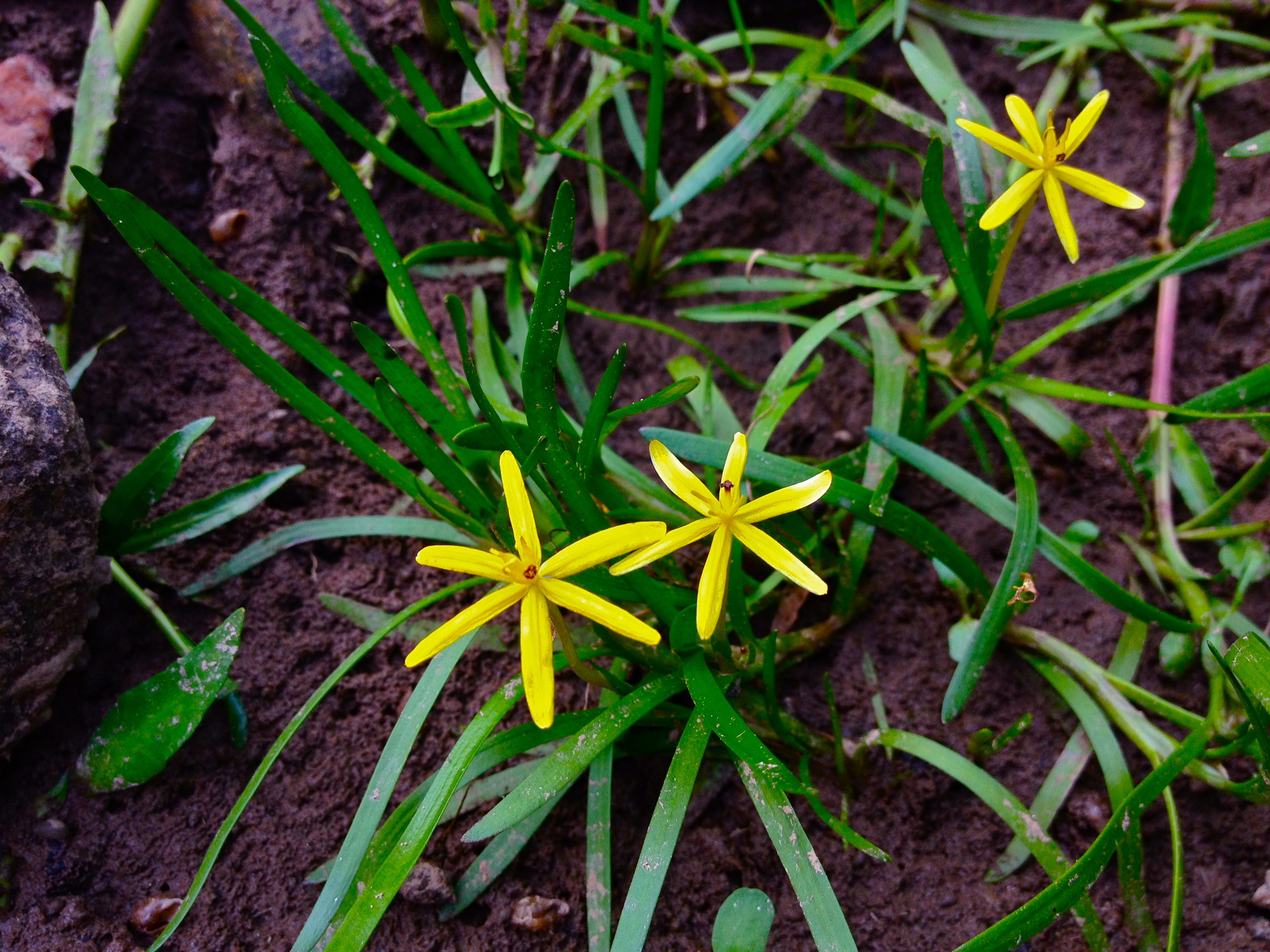